# Rachid Mekloufi
Raszid Machlufi (arab. رشيد مخلوفي; ur. 12 sierpnia 1936 w Satif, zm. 8 listopada 2024) – algierski piłkarz i trener piłkarski.
Jeden z najlepszych piłkarzy w historii algierskiej piłki, również wśród tych, którzy zdobyli mistrzostwo Francji. Grę w piłkę rozpoczął w rodzinnym mieście Satif (Sétif). Dużą rolę w przebiegu kariery odegrał Jean Snell, który uznał Mekhloufiego za wielki talent i to dzięki niemu dostał się on do drużyny USM Sétif.
W 1954 roku 18-letni wówczas Machlufi wyjechał do Francji, gdzie związał się z klubem AS Saint-Étienne. W 1957 roku zdobył z tym klubem mistrzostwo Francji. W 1958 roku miał wrócić do Algierii i gdy niemal wszystko było już uzgodnione, w kraju rozpoczęła się wojna domowa i piłkarz był zmuszony przerwać swoją karierę. Dwa lata później ponownie wyjechał do Europy, tym razem podpisując kontrakt ze szwajcarskim Servette FC, gdzie trenerem był Snell. Rok 1962 to dla piłkarza kolejny sukces, gdyż zdobył mistrzostwo Szwajcarii, by w kolejnym sezonie już zmienić barwy. Z klubu odszedł Jean Snell i zabrał Machlufiego ze sobą do Saint-Étienne.
Rok 1968 przyniósł kolejną zmianę barw, tym razem Machlufi w niecodzienny sposób został zatrudniony w SC Bastii, gdyż był jednocześnie zawodnikiem i trenerem. Czynną karierę zakończył w 1970 roku i przez pewien czas był selekcjonerem reprezentacji Algierii, z którą brał udział w mistrzostwach świata 1982. W 1988 roku został prezydentem federacji piłkarskiej w swoim kraju.

## Sukcesy
- Mistrzostwo Francji: 1957, 1964, 1967, 1968 z Saint-Étienne
- Puchar Francji: 1968 z Saint-Étienne
- Mistrzostwo Szwajcarii: 1962 z Servette
- Puchar Mistrzów: 1967 z Saint-Étienne
- Puchar Charlesa Drago: 1958 z Saint-Étienne